# 加夫列爾·岡薩雷斯·魏德拉
加夫列爾·岡薩雷斯·魏德拉（西班牙語：Gabriel González Videla，西班牙語發音：[ɡaˈβɾjel ɣonˈsales βiˈðela]；1898年11月22日—1980年8月22日），旧译伐台拉，是智利政治人物，1946年至1952年擔任智利總統。他是第一位造訪南极洲的國家元首，智利的岡薩雷斯·魏德拉南極基地以他命名。